# Ryan Hughes (cầu thủ bóng đá)
Ryan Annesley Hughes (sinh ngày 24 tháng 4 năm 2001) là một cầu thủ bóng đá người Anh thi đấu ở vị trí hậu vệ cho câu lạc bộ League Two Northampton Town.

## Sự nghiệp
Hughes gia nhập đội trẻ Northampton Town lúc 10 tuổi vào năm 2011. Ngày 22 tháng 12 năm 2018, anh gia nhập đội bóng Southern League Premier Division Central St Neots Town với hợp đồng cho mượn. Anh ra mắt cho "Saints" sau đó, trong thất bại 2-1 trước Stratford Town trên sân Rowley Park. Anh trở lại Sixfields để ra mắt cho "Cobblers" trong thất bại 3-1 trước Cheltenham Town ngày  23 tháng 3 năm 2019. Anh gia nhập AFC Rushden & Diamonds với hợp đồng cho mượn một tháng ngày 11 tháng 10 năm 2019. Hughes được gọi về vào tháng 1 năm 2020. Ngày 9 tháng 1 năm 2020, Hughes gia nhập Banbury United theo dạng cho mượn một tháng. Ngày 6 tháng 3 năm 2020, anh gia nhập Corby Town theo dạng cho mượn một tháng.

## Thống kê
Tính đến 13 tháng 10 năm 2019
| Câu lạc bộ                    | Mùa giải            | Giải quốc nội                            | Giải quốc nội | Giải quốc nội | Cúp FA  | Cúp FA    | Cúp EFL | Cúp EFL   | Khác    | Khác      | Tổng    | Tổng      |
| Câu lạc bộ                    | Mùa giải            | Hạng đấu                                 | Số trận       | Bàn thắng     | Số trận | Bàn thắng | Số trận | Bàn thắng | Số trận | Bàn thắng | Số trận | Bàn thắng |
| ----------------------------- | ------------------- | ---------------------------------------- | ------------- | ------------- | ------- | --------- | ------- | --------- | ------- | --------- | ------- | --------- |
| Northampton Town              | 2018-19             | EFL League Two                           | 1             | 0             | 0       | 0         | 0       | 0         | 0       | 0         | 1       | 0         |
| St Neots Town (mượn)          | 2018-19             | Southern League Premier Division Central | 20            | 0             | 0       | 0         | 0       | 0         | 1       | 0         | 21      | 0         |
| AFC Rushden & Diamonds (mượn) | 2019-20             | Southern League Premier Division Central | 4             | 0             | 0       | 0         | 0       | 0         | 1       | 0         | 5       | 0         |
| Tổng cộng sự nghiệp           | Tổng cộng sự nghiệp | Tổng cộng sự nghiệp                      | 26            | 0             | 0       | 0         | 0       | 0         | 1       | 0         | 27      | 0         |

1. ↑  Số trận ở Huntingdonshire Senior Cup
2. ↑  Số trận ở FA Trophy